# Dasypteroma perfusaria
Dasypteroma perfusaria là một loài bướm đêm trong họ Geometridae.